# Francia en la Copa Mundial de Fútbol Sub-17 de 2015
La Selección de Francia será uno de los 24 equipos participantes en la Copa Mundial de Fútbol Sub-17 de 2015, torneo que se llevará a cabo entre el 17 de octubre y el 8 de noviembre de 2015 en Chile.
Les Bleus clasificaron a la Copa Mundial como campeones del Campeonato Europeo Sub-17 de la UEFA 2015, instancia en donde derrotaron por 4:1 a Alemania, logrando su segunda corona continental, después de la lograda en 2004. 

## Participación

### Grupo F
| Equipo        | Pts | PJ | PG | PE | PP | GF | GC | Dif |
| ------------- | --- | -- | -- | -- | -- | -- | -- | --- |
| Nueva Zelanda | 0   | 0  | 0  | 0  | 0  | 0  | 0  | 0   |
| Francia       | 0   | 0  | 0  | 0  | 0  | 0  | 0  | 0   |
| Siria         | 0   | 0  | 0  | 0  | 0  | 0  | 0  | 0   |
| Paraguay      | 0   | 0  | 0  | 0  | 0  | 0  | 0  | 0   |

| 19 de octubre de 2015, 17:00 | Nueva Zelanda | Partido 10 | Francia | Estadio Chinquihue, Puerto Montt |  |
|                              |               |            |         | Árbitro(s):                      |  |

| 22 de octubre de 2015, 20:00 | Paraguay | Partido 24 | Francia | Estadio Chinquihue, Puerto Montt |  |
|                              |          |            |         | Árbitro(s):                      |  |

| 25 de octubre de 2015, 16:00 | Francia | Partido 33 | Siria | Estadio Ester Roa Rebolledo, Concepción |  |
|                              |         |            |       | Árbitro(s):                             |  |

- Datos: Q20021410